# Yondó
Yondó este un municipiu din departamentul Antioquia, Columbia.